# Triplice intesa

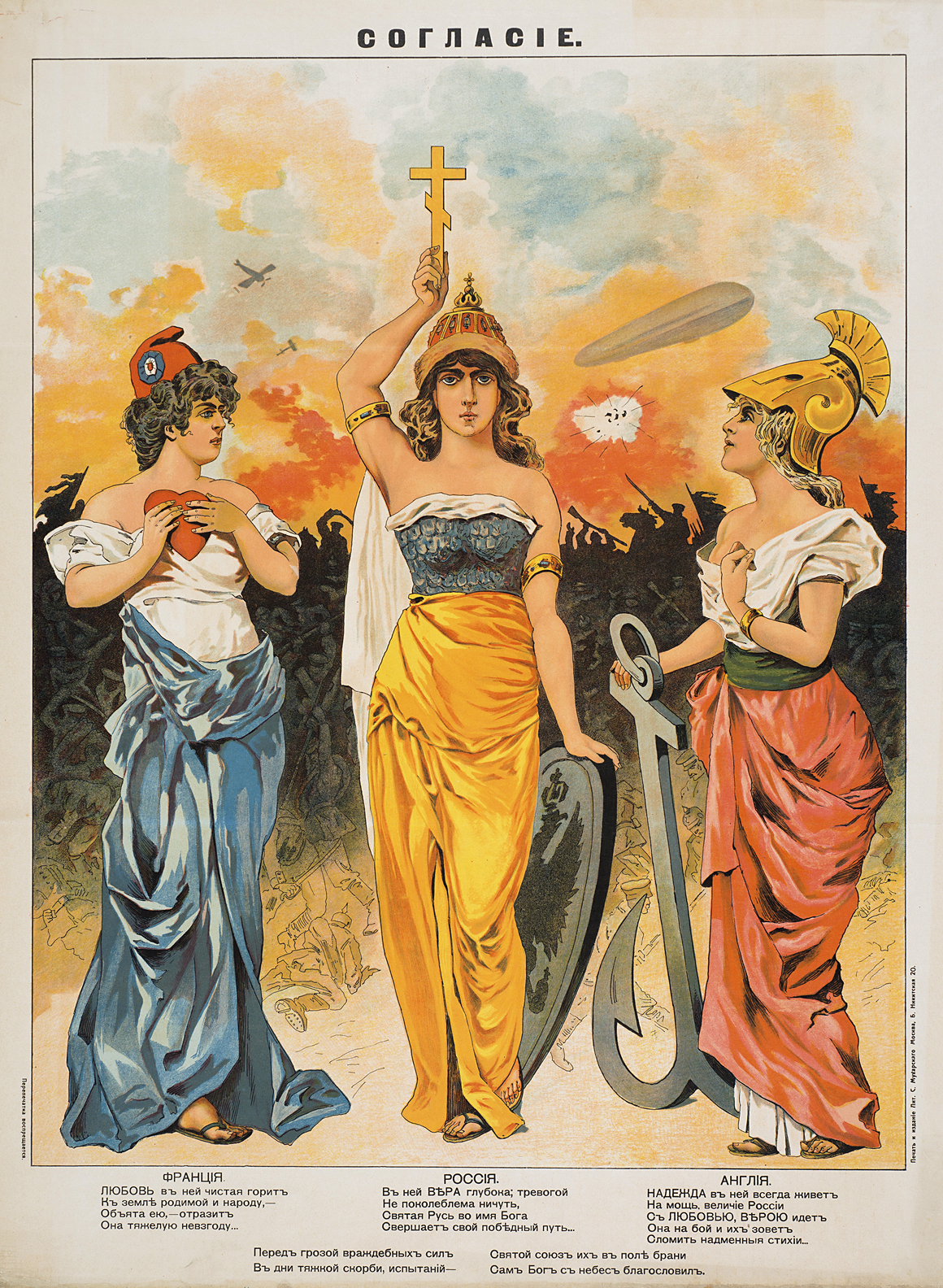
Locandina russa del 1914 che rappresenta la Triplice intesa con Marianne, la Madre Russia e Britannia.

La Triplice intesa (in francese Triple Entente IPA: [ɑ̃tɑ̃t]) fu un sistema di accordi politico-militari tra il Regno Unito, la Francia e la Russia culminato nell'accordo anglo-russo del 1907. Il più importante di tali accordi fu l'alleanza franco-russa, generato sia dalle tensioni nei Balcani fra Russia e Austria-Ungheria sia dal riarmo della Germania.
La Triplice intesa si oppose alla Triplice alleanza di Germania, Austria-Ungheria e Italia (alleatasi poi con la Triplice intesa nella prima guerra mondiale). A differenza della Triplice Alleanza, la Triplice Intesa non era un'alleanza di difesa reciproca; di fatto la Gran Bretagna si sentì libera di prendere le proprie decisioni politiche durante la crisi di luglio nel 1914.

## I prodromi

### La fine della politica bismarckiana
La decisione del Kaiser Guglielmo II, salito al trono nel 1888, di licenziare Bismarck (nel 1890) e di non rinnovare il trattato di controassicurazione con l'Impero Russo segnò l'inizio della fine del sistema bismarckiano. Convinto dell'impossibilità di evitare un riavvicinamento franco-russo, il Kaiser decise di lasciar decadere l'accordo perché riteneva che esso fosse in contrasto con le disposizioni previste nella Triplice alleanza.

### Alleanza franco-russa
Tra il 1891 e il 1894, Francia e Russia operarono un graduale riavvicinamento diplomatico, culminato nell'alleanza militare ed economica.
I due paesi, sebbene profondamente divisi sotto il punto di vista ideologico (la Francia era la patria della rivoluzione democratica, mentre lo Zar si considerava il massimo custode del legittimismo dinastico), trovarono motivo di accordo nella decisione dei francesi di accettare la richiesta russa di ingenti investimenti verso l'Impero zarista, aiuti che erano stati rifiutati dal Kaiser e che servirono all'arretrata Russia per avviare uno sviluppo industriale su modello occidentale e per completare la titanica costruzione della ferrovia Transiberiana.
L'alleanza economica che legava Parigi e San Pietroburgo divenne presto anche militare per contrastare il pericolo strategico rappresentato dall'aggressività della Germania guglielmina. Tale alleanza rappresentava quel pericolo di accerchiamento dal quale Bismarck aveva sempre cercato di proteggere la Germania.

### Intesa anglo-francese
Un secondo fondamentale passaggio fu rappresentato dalla firma dell'Entente cordiale tra Francia e Gran Bretagna. Le due potenze, grandi rivali da sempre, negli ultimi decenni specie nell'ambito della corsa al dominio coloniale, si riavvicinarono progressivamente e, dopo aver superato la crisi dell'«incidente di Fascioda» (1898), venne raggiunta un'"intesa cordiale", firmata l'8 aprile 1904, che risolveva i contrasti coloniali in Africa. In questo modo, la Francia usciva dall'isolamento diplomatico in cui l'aveva costretta l'abile diplomazia di Bismarck fin dal 1871.

### Accordo anglo-russo
Nel 1907 anche Regno Unito e Russia risolsero i loro contrasti in Asia (il cosiddetto Grande gioco) con l'accordo di San Pietroburgo. L'accordo, firmato il 31 agosto 1907, risolveva gli eventuali contrasti sulle tre linee di espansione principali dell'Impero russo, ambite fin dai tempi di Pietro il Grande: Persia (l'attuale Iran), Afghanistan e Cina (Tibet).
L'Afghanistan e la Persia meridionale venivano assegnati all'Inghilterra, mentre la Persia settentrionale veniva acquisita dalla corona zarista. L'integrità tibetana fu invece formalmente rispettata, anche se il Paese fu suddiviso in zone di influenza delle due potenze.

### L'Intesa
Si ebbero quindi le seguenti nazioni nell'Intesa:
- Impero britannico - 34.500.000 Km²
- Francia - 11.600.000 Km²
- Impero russo - 22.500.000 Km²

L'Impero britannico, l'Impero russo e la Francia con il suo impero coloniale controllavano assieme un territorio di 68,5 milioni di km², quasi la metà dei territori abitabili della Terra, e contavano 600 milioni di abitanti. Nonostante le tre potenze controllassero un territorio così vasto nessun possedimento né francese né britannico confinava con l'Impero russo e non vi era quindi una continuità territoriale fra i tre stati; questo nel corso della Grande guerra fu un problema per gli approvvigionamenti all'Impero russo da parte degli altri due alleati si dovette quindi usare la Persia come stato di passaggio formando il cosiddetto corridoio persiano usato soprattutto nella seconda guerra mondiale.

### Reazioni
A Berlino la notizia venne accolta con preoccupazione, tanto che partì una intensa campagna sulla stampa a discredito dell'Intesa, secondo i tedeschi volta all'accerchiamento e all'invasione dell'Impero tedesco, stretto nella morsa a est della Russia, a ovest della Francia e dal mare del Regno Unito. Anche a Vienna la notizia destò preoccupazione soprattutto per i fragili equilibri nei Balcani, dove gli interessi austriaci urtavano con quelli russi.